# Premi e riconoscimenti di Jonathan Bailey

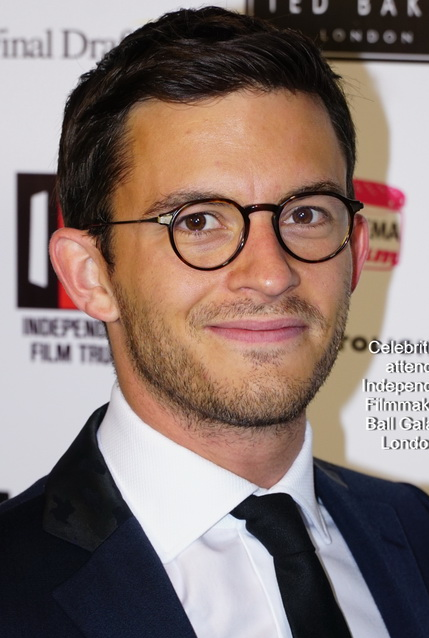
Jonathan Bailey nel 2015.

Di seguito la lista dei vari premi e riconoscimenti ottenuti da Jonathan Bailey, attore britannico.

## Premi cinematografici
- Alliance of Women Film Journalists
  - 2024 – Candidatura nella categoria Best Ensemble Cast per Wicked[1]
- Astra Film Awards
  - 2024 – Candidatura nella categoria Best Supporting Actor per Wicked[2]
  - 2024 – Candidatura nella categoria Best Cast Ensemble per Wicked[2]
- Las Vegas Film Critics Society
  - 2024 – Candidatura nella categoria Best Ensemble per Wicked[3]
- Michigan Movie Critics Guild
  - 2024 – Candidatura nella categoria Best Ensemble per Wicked[4]
- New York Film Critics Online
  - 2024 – Candidatura nella categoria Best Ensemble per Wicked[5]
- North Carolina Film Critics Association
  - 2024 – Candidatura nella categoria Best Acting Ensemble per Wicked[6]
- North Texas Film Critics Association
  - 2024 – Candidatura nella categoria Gary Murray Award (Best Ensemble) per Wicked[7]
- San Diego Film Critics Society
  - 2024 – Candidatura nella categoria Best Ensemble per Wicked[8]
- St. Louis Film Critics Association
  - 2024 – Candidatura nella categoria Best Ensemble per Wicked[9]
- Utah Film Critics Association
  - 2024 – Candidatura nella categoria Best Ensemble Cast per Wicked[10]
- Washington D.C. Area Film Critics Association
  - 2024 – Candidatura nella categoria Best Acting Ensemble per Wicked[11]

## Premi televisivi
- Astra TV Awards
  - 2024 – Miglior attore non protagonista in una miniserie o film TV per Compagni di viaggio (Fellow Travelers)[12]
- Critics' Choice Television Awards
  - 2024 – Miglior attore non protagonista in una miniserie o film TV per Compagni di viaggio (Fellow Travelers)[13]
- Dorian TV Awards
  - 2024 – Miglior attore non protagonista in un prodotto televisivo drammatico per Compagni di viaggio (Fellow Travelers)[14]
- Gold Derby Awards
  - 2021 – Candidatura nella categoria Drama Supporting Actor per Bridgerton[15]
- Premio Emmy
  - 2024 – Candidatura per il miglior attore non protagonista in una miniserie o film TV per Compagni di viaggio (Fellow Travelers)[16]
- International Online Cinema Awards
  - 2021 – Candidatura nella categoria Best Supporting Actor in a Drama Series per Bridgerton[17]
- National Television Awards
  - 2022 – Candidatura nella categoria Best Drama Performance per Bridgerton[18]
- Rainbow Honours
  - 2022 – Candidatura nella categoria Media Moment of the Year per Bridgerton[19]
- Satellite Award
  - 2024 – Miglior attore non protagonista in una miniserie o film TV per Compani di viaggio[20]
- Screen Actors Guild Award
  - 2021 – Candidatura per il miglior cast in una serie drammatica per Bridgerton[21]
- TV Choice Awards
  - 2022 – Candidatura nella categoria Best Actor per Bridgerton[22]

## Premi teatrali
- BroadwayWorld UK Awards
  - 2018 – Candidatura nella categoria Best Supporting Actor in a New Production of a Musical per Company[23]
- Evening Standard Theatre Awards
  - 2012 – Candidatura per la miglior performance rivelazione in South Downs[24]
- Premio Laurence Olivier
  - 2019 – Miglior attore non protagonista in un musical per Company[25]
- WhatsOnStage Awards
  - 2019 – Candidatura nella categoria Best Supporting Actor in a Musical per Company[26]
  - 2023 – Candidatura nella categoria Best Performer in a Play per Cock[27]